# توم بولز
توم بولز (بالإنجليزية: Tom Boles)‏ هو عالم فلك بريطاني، ولد في 1944.